# Louise Gestermann
Louise Gestermann (* 1957 in Hameln) ist eine deutsche Ägyptologin.
Louise Gestermann studierte Ägyptologie, Soziologie, Klassische Archäologie und Vorderasiatische Archäologie in Mainz, Tübingen und Göttingen, wo sie 1981 den M.A. erhielt. 1982 bis 1984 war sie wissenschaftliche Mitarbeiterin am Sargtexte-Projekt von Wolfgang Schenkel in Göttingen. 1985 wurde sie an der Universität Tübingen promoviert und war von 1986 bis 1994 wissenschaftliche Mitarbeiterin der Tübinger Grabung in Kōm al-ahmar bei Šārūna in Mittelägypten. 1991 bis 2002 war sie Wissenschaftliche Assistentin und Oberassistentin am Ägyptologischen Seminar der Universität Bonn, wo 1997 auch ihre Habilitation erfolgte. Seit 2004 ist sie außerplanmäßige Professorin an der Universität Bonn.
2002 bis 2006 war sie Mitarbeiterin am Projekt zur Bearbeitung des Nachlasses von Adolf Erman. Seit 2006 ist sie an den Arbeiten im Grab des Monthemhet (TT 34) in Theben-West beteiligt und bearbeitete von 2012 bis 2015 ein von der Fritz Thyssen Stiftung gefördertes Forschungsprojekt „Die textliche und bildliche Ausgestaltung des Weges zur Sargkammer. Zum Dekorationsprogramm in der spätzeitlichen Grabanlage des Monthemhet (TT 34) in Theben-West“.

## Veröffentlichungen (Auswahl)
- Kontinuität und Wandel in Politik und Verwaltung des frühen Mittleren Reiches in Ägypten (= Göttinger Orientforschungen. Reihe 4: Ägypten. Band 18). Harrassowitz, Wiesbaden 1987, ISBN 3-447-02728-2 (Zugleich: Tübingen, Universität, Dissertation, 1986).
- Die Überlieferung ausgewählter Texte altägyptischer Totenliteratur („Sargtexte“) in spätzeitlichen Grabanlagen (= Ägyptologische Abhandlungen. Band 68). 2 Bände. Harrassowitz, Wiesbaden 2005, ISBN 3-447-05193-0 (Zugleich: Bonn, Universität, Habilitations-Schrift, 1997).
- mit Carolina Teotino, Mareike Wagner: Die Grabanlage des Monthemhet (TT 34) I. Der Weg zur Sargkammer (R 44.1 bis R 53) (= Studien zur spätägyptischen Religion. Band 31). 4 Bände, Harrassowitz Verlag, Wiesbaden 2021, ISBN 978-3-447-11499-8 (Print), ISBN 978-3-447-39149-8 (E-Book).